# Miguel Quinteros
Miguel Ángel Quinteros (Buenos Aires, 28 dicembre 1947) è uno scacchista argentino.
Vinse due volte il campionato argentino: nel 1966 all'età di 18 anni (il più giovane vincitore del campionato) e nel 1980. Nel 1973 ottenne il titolo di Grande maestro.
Dal 1970 al 1984 giocò per l'Argentina in sei olimpiadi. Nelle olimpiadi di Haifa 1976 vinse la medaglia d'argento individuale per il risultato in terza scacchiera.

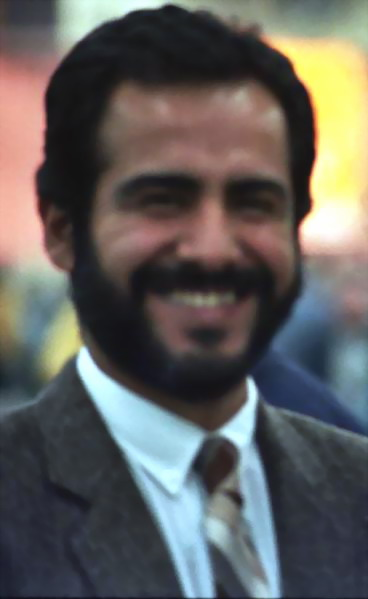
Quinteros nel 1984 (olimpiadi di Salonicco)

Quinteros vinse diversi tornei: open Costa del Sol di Torremolinos 1973 (pari con Pál Benkő, Wijk aan Zee B 1973, Arrecife 1974, Caracas 1976, Wellington e Giakarta (1978), zonale di Morón 1982, Netanya 1983, zonale di Corrientes 1985.
Ottenne ottimi piazzamenti nei seguenti tornei: 2º/3º nello zonale di São Paulo 1972; =2º dietro a Lubomir Kavalek a Bauang 1973; 2º nello zonale di Lanzarote 1975; 2º/3º con Jonathan Mestel e Michael Stean a Londra 1975 (dietro a Vlastimil Hort); 2º dietro a Tigran Petrosian a Lone Pine 1976; 2º/3º a Novi Sad 1982; 2º nel World Open di New York 1983 (dietro a Kevin Spraggett).